# Bimia bicolor
Bimia bicolor là một loài bọ cánh cứng trong họ Cerambycidae.